# Бударский Яр
Бударский Яр (укр. Бударівський Яр) — река (балка) на Украине, протекает по территории Волчанского района Харьковской области. 
Левый приток реки Волчьей (бассейн Северского Донца). Длина реки составляет 12 километров, площадь водосборного бассейна — 35 км².
Бударский Яр берёт начало в селе Хижняково, течёт на север по дну одноимённой балки. Впадает в Волчью недалеко от села Бударки. На берегах реки расположены следующие сёла (от истока к устью): Хижняково, Лошаково, Черняков, Бударки.